# 美雄诺龙
美雄诺龙（英語：Mestanolone，也称为“17α-甲基雄诺龙”，17α-methylandrostanolone，商品名有Androstalone、Ermalone等）是一种人工合成的雄激素和同化類固醇（AAS）。